# Défiscalisation des heures supplémentaires en France
 (juin 2019).
La défiscalisation des heures supplémentaires en France a été proposée en 2003 par les Créateurs d'emplois et de richesse de France (CERF). Cette proposition visait, côté salarié, à donner du pouvoir d'achat aux salariés et à réduire l'inégalité introduite par les 35 heures entre salariés de petites et de grandes entreprises. En effet, les premiers étaient majoritairement resté à 39 heures avec une modération salariale sur plusieurs années, sans bénéficier des avantages des 35 heures, notamment en matière de RTT. Les salariés des petites entreprises n'ayant majoritairement pas bénéficié de la baisse collective de la durée du temps de travail, il a été considéré normal que leur effort puisse être récompensé sur le plan de leur rémunération.
Côté employeur, l'objectif était de rendre de la flexibilité en donnant la possibilité d'adapter le temps de travail en fonction des variations du carnet de commandes et de ne pas inciter à refuser des marchés qui ne suffisaient pas à eux seuls à pérenniser la création d'un emploi.
La défiscalisation des heures supplémentaires, promesse de campagne du candidat à la présidence de la République Nicolas Sarkozy, a été l'une des mesures mises en œuvre par le gouvernement Fillon, nommé en mai 2007. Elle a fait l'objet de l'article 1er de la loi no 2007-1223 du 21 août 2007, dite Loi TEPA. Elle concerne les salariés des entreprises privées ou publiques ainsi que les agents des administrations publiques. Elle se traduit par une exonération totale d'impôts sur le revenu gagné en tant qu'« heures supplémentaires », d'une réduction de cotisations salariales et, pour les entreprises, par un forfait réduisant le surcoût de l'heure supplémentaire.
Elle a été mise en place le 1er octobre 2007 et abrogée à compter du 1er septembre 2012. La mesure est réinstaurée dans un dispositif proche, sur demande d’Emmanuel Macron, en 2019.

## Le temps supplémentaire visé
Sont concernées :
- les heures supplémentaires
  - décomptées selon le droit commun (effectuées chaque semaine au-delà de 35 heures ou au-delà d'une durée équivalente) ;
  - ou effectuées dans le cadre d'une organisation du temps de travail dérogatoire (cycle, jours RTT, modulation, forfait en heures sur l'année).

Les heures supplémentaires octroyées sous la forme d'un repos compensateur de remplacement ne sont pas visées par ce dispositif.
- les heures complémentaires pour les salariés à temps partiel ;
- le temps supplémentaire effectué au titre des dispositions de la loi du 31 mars 2005 portant réforme de l'organisation du temps de travail dans l'entreprise (« heures choisies »[8], heures hors forfait[9], journées de repos auxquelles les salariés ayant signé un forfait en jours renoncent et portant son nombre de jours de travail accomplis à plus de 218 par an[10]).

## Pour les salariés

### Réduction des cotisations salariales de sécurité sociales
Selon les termes de la loi, le temps supplémentaire visé ouvre droit à une réduction de cotisations salariales de sécurité sociale proportionnelle à sa rémunération, dans la limite des cotisations et contributions d'origine légale ou conventionnelle rendues obligatoires par la loi dont le salarié est redevable au titre de cette heure.
Le taux maximum de cette réduction est fixé à 21,50 %.
En pratique, ce taux a pour effet de supprimer l'ensemble des cotisations et contributions (cotisations maladie, assurance vieillesse de base et retraite complémentaire, chômage, CSG, CRDS).
Le bénéfice de la réduction de cotisations salariales de sécurité sociale est subordonné à la mise à la disposition des agents des impôts ou du recouvrement de l'URSSAF, par l'employeur, des documents de contrôle de la durée du travail prévus par le Code du travail.

### Exonération d'impôt
Les salaires versés aux salariés au titre du temps supplémentaire sont exonérés de l'impôt sur le revenu. Mais cette exonération n'est que partielle car la somme gagnée bien que non imposable est rajoutée à la fin au Revenu fiscal de référence et l'augmentation du montant de ce RFR peut faire perdre certains revenus et bénéfices sociaux sous condition de ressources (comme l'exonération de la Taxe d'habitation, le bénéfice des tarifs sociaux de certains services sociaux tels la cantine ou le centre aéré, etc.). Les sommes perçues peuvent également faire perdre le bénéfice de la Prime pour l'emploi.

## Pour les employeurs
L'exonération vise les durées du travail supplémentaire citées plus haut à l'exception des heures complémentaires.
Cette déduction forfaitaire des cotisations patronales est modulée en fonction des effectifs. Pour les entreprises de plus de 20 salariés, le montant de la déduction est fixé par décret à 0,50 euro par heure supplémentaire,. Cette déduction est portée à 1,50 euro pour les entreprises employant 20 salariés et moins.
En contrepartie de cette réduction, il a été mis fin à la dérogation temporaire permettant de majorer les heures supplémentaires de 10 % au lieu de 25 % dans les entreprises de 20 salariés au plus,.
En plus du coût lié à la baisse des impôts prélevés, en application de l’article L. 131-7 du code de la sécurité sociale, l’État compensera les exonérations de cotisations de sécurité sociale aux régimes concernés.
Le coût de cette mesure est évalué à 4,4 milliards d'euros par an.

### Bilan
Selon l'ACOSS, la caisse nationale des URSSAF, 40,9 % des entreprises ont eu recours au dispositif des heures supplémentaires au quatrième trimestre 2008. Cela représente, d'après le rapport cité, une hausse de 3 points de la part d'entreprises ayant recours aux heures supplémentaires. Cependant, il est à noter que la DARES n'estime pas qu'il y ait eu augmentation du nombre d'heures supplémentaires effectuées mais augmentation du nombre d'heures supplémentaires déclarées, celles-ci existant de manière structurelle auparavant.
Les critiques au dispositif sont nombreuses. Certains jugent son coût trop important en regard de son efficacité économique : en effet, l'intégralité des heures supplémentaires effectuées avant dispositif est exonérée aussi bien que les nouvelles et les exonérations anciennes constituent l'essentiel du coût pour la puissance publique. En outre, cette disposition pourrait générer un effet d'aubaine : des augmentations salariales par exemple peuvent être remplacées par des heures supplémentaires fictives, au bénéfice du salarié et de l'employeur exonérés d'impôts et de cotisations mais au détriment du contribuable et du budget de l'État. D'autres y voient aussi un effet inégalitaire (cf. l'interview de Thomas Piketty citée). Enfin, il a été émis l'hypothèse, non vérifiée, qu'en période de dépression économique, ce dispositif serait défavorable à l'emploi puisque les entreprises sont incitées à avoir recours aux salariés en place pour faire face à des ajustements de la production et à se séparer des salariés embauchés sous contrat précaire et à ne pas salarier de nouveaux personnels. Hormis son coût qui est connu, aucune étude ne vient à l'appui de ces critiques.[non neutre]
Cependant depuis le 1er janvier 2012, le calcul de la réduction des cotisations patronales (réduction Fillon) a été modifié : ce calcul prend maintenant en compte la rémunération des heures supplémentaires. De ce fait l'accomplissement d'heures supplémentaires entraîne une diminution de la réduction Fillon donc une augmentation significative des cotisations patronales.

Ainsi pour un salarié payé au SMIC le surcoût des heures supplémentaires est de 35 % par rapport à une heure normale . Depuis la réforme 2012 de la réduction Fillon, les entreprises ne sont donc plus financièrement incitées à avoir recours aux heures supplémentaires. Pour les entreprises, le dispositif est donc devenu passablement dissuasif notamment pour les salariés dont la rémunération est proche du SMIC. [non neutre]

## Sources
- Code de la sécurité sociale (France) [lire en ligne]
- « La réforme des heures supplémentaires s'appliquera le 1er octobre », Nouvelobs interactif,‎ 6 juin 2007 (lire en ligne, consulté le 3 septembre 2007)
- Portail de la Sécurité sociale Allègements de cotisations sur les heures supplémentaires et complémentaires: Questions - réponses